# Брекин Майър
Брекин Ерин Майър (на английски: Breckin Erin Meyer; роден на 7 май 1974 г.) е американски актьор, комик, сценарист, продуцент и барабанист.

## Личен живот
На 14 октомври 2001 г. Майър се жени за сценаристката Дебора Каплан. Те имат две дъщери. Двамата се развеждат през 2014 г. От края на 2017 г. има връзка с актрисата Линзи Годфри.

## Избрана филмография
- „Смъртта на Фреди: Последният кошмар“ (1991)
- „Баровки“ (1995)
- „Бягство от Ел Ей“ (1996)
- „Вътрешен човек“ (1999)
- „Голямото пътуване“ (2000)
- „Джоси и котенцата“ (2001)
- „Луда напревара“ (2001)
- „Кейт и Леополд“ (2001)
- „Гарфилд“ (2004)
- „Хърби: Зареден до дупка“ (2005)
- „Реванш“ (2005)
- „Гарфилд 2“ (2006)
- „Призраци на бивши гаджета“ (2009)
- „Майло на Марс“ (2011)
- „Небременна“ (2020)